# Tanytarsus signatus
Tanytarsus signatus är en tvåvingeart som beskrevs av Wulp 1858. Tanytarsus signatus ingår i släktet Tanytarsus och familjen fjädermyggor. Arten är reproducerande i Sverige. Inga underarter finns listade i Catalogue of Life.